# Кильяндер, Эльна
Эльна Юлия София Кильяндер (швед. Elna Julia Sofia Kiljander; 4 ноября 1889, Сортавала — 21 марта 1970, Хельсинки) — одна из первых женщин-архитекторов в Финляндии. Она получила известность благодаря не только своим проектам домов и кухонь, но и дизайну мебели. Одним из самых важных проектов Кильяндер стал функционалистский Дом матери (фин. Ensikoti — «Первый дом») в Хельсинки.

## Биография

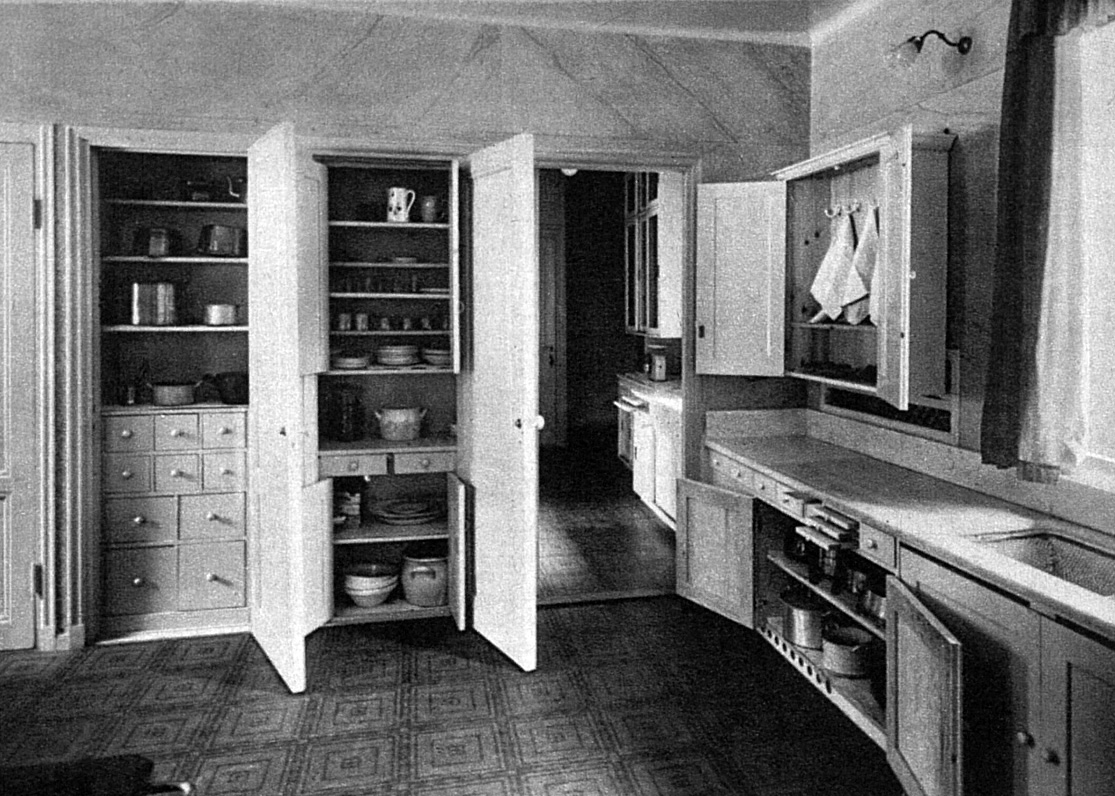
Кухня частного дома в Кулосаари, 1930 год.

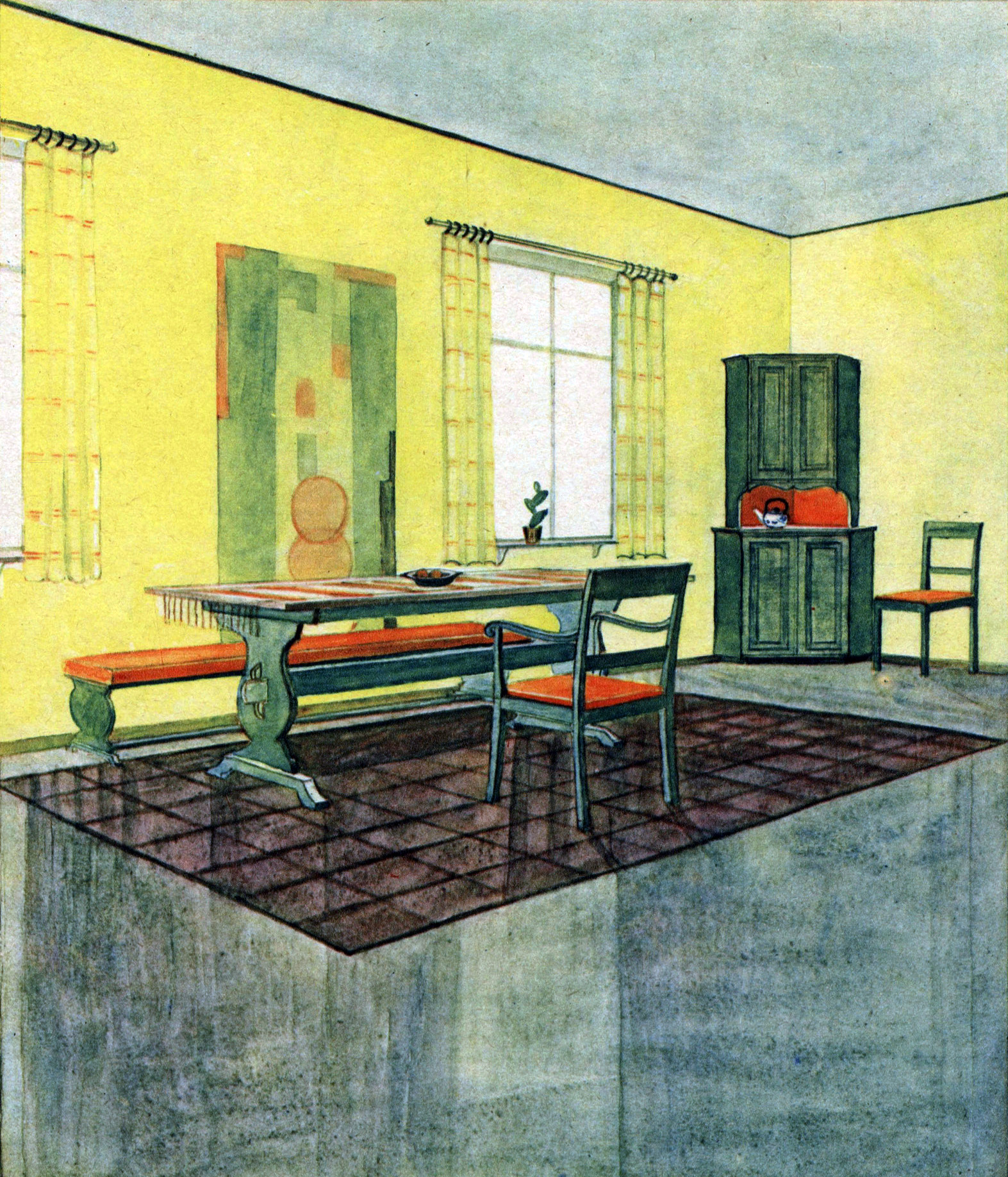
Проект гостиной загородного дома, 1934 год

Эльна Кильяндер родилась 4 ноября 1889 года в Сердоболе в семье финского учителя музыки Николая Нильса Кильяндера и его жены шведского происхождения Юлии Свенссон. После смерти отца в 1898 году семья переехала в Хельсинки, где шведоязычному населению было проще устроиться. Однако, несмотря на это, Кильяндерам пришлось жить в доме без удобств. В начале XX века доступ женщин к образованию всё ещё был затруднен, но Финская общеобразовательная школа в Хельсинки принимала и девочек наравне с мальчиками. Эльна Кильяндер обучалась в этой школе с 1900 по 1908 год. Осенью того же года она поступила в Финскую высшую техническую школу и начала изучать архитектуру.. Кроме того, с осени 1910 по весну 1911 года она посещала Центральную школу искусств и ремесел (швед. Centralskolan för konstflit), получая знания по истории искусств.
До Первой мировой войны профессия архитектора в Великом княжестве Финляндском считалась исключительно мужской. Хотя первые женщины-архитекторы появились в конце XIX века, им приходилось отстаивать своё право на независимую карьеру и подтверждать свои навыки. Одновременно с Эльной Кильяндер учились Каролус Линдберг, Каарло Борг, Мартти Пааланен и Мартти Валикангас. Старшекурсниками были Йохан Сирен и Вяйнё Вахакаллио, Сальме Сетяля. Позже Эльна работала с некоторыми из них. Из заметок Эльны Кильяндер и её сохранившихся конспектов следует, что она прослушала курс лекций профессора Густава Нистрёма по истории искусств. 11 мая 1914 года она сдавала ему экзамен по теме «Итальянское Возрождение».
В 1915 году Кильяндер успешно завершила обучение с дипломной работой «Проект здания с праздничными помещениями для небольшого городка». До провозглашения независимости Финляндии финны пытались строить свою карьеру в небольших городах и поселениях Российской империи. После окончания учебы Эльна Кильяндер работала учителем в Повенце (Восточная Карелия) с лета 1915 года по осень 1916 года. Затем она вернулась в Финляндию. В 1918 году она вышла замуж за скульптора Гуннара Финне. После расторжения недолгого брака в 1926 году она стала матерью-одиночкой.

## Художественная программа

### Общая характеристика
Кильяндер начала изучать различные варианты решений, предлагаемые в области дизайна, отдавая предпочтение практичным интерьерам. Она посетила выставку в Гётеборге в 1923 году, где проводился международный конгресс по жилищному и градостроительному планированию, который привлек многих финских архитекторов. После Стокгольмской выставки 1930 года она заинтересовалась функционализмом. Впоследствии она использовала этот стиль в своих проектах жилья и кухонь. В газетных статьях Эльна Кильяндер того времени подробно рассказывает о своих взглядах на домашнюю и кухонную мебель в 1920-е годы. Она отмечает недостатки и пытается исследовать их причины, внося практические предложения по улучшению. В то же время она выступает за «красивые повседневные вещи». Кильяндер считает, что из-за сурового климата скандинавы находятся в более сильной зависимости от обустройства жилища. Однако помимо решения практических и технических вопросов необходимо также удовлетворять чувство прекрасного. Она признает отсталость Финляндии в этом вопросе, приводя в пример Швецию, где большое внимание уделяется домашней обстановке. В дальнейшем Кильяндер проектировала интерьеры как небольших рабочих квартир, так и вилл и роскошных апартаментов.
В конце 1920-х годов Кильяндер было поручено спроектировать кухню и мебель для здания Парламента Финляндии, главным архитектором которого был Йохан Сирен, выходец из того же учебного заведения, что и Эльна. Этот кухонный отсек стал одной из самых известных работ в её карьере. Следует упомянуть её проекты для приходского зала в Каллио (Каарло Борг, 1926), дома Тууленсуу в Тампере (Бертель Стреммер, 1929) и делового здания в Хельсинки (Тойво Паатела, 1932). Она также занималась дизайном интерьеров коммерческих помещений, таких как молочный бар «Валио» в Хельсинки, завершённый в 1934 году. Его интерьеры представляли функционализм в чистом виде: в поверхностях использованы однородные чистые светлые и тёмные цветовые поля, а изогнутая форма барной стойки создавала контраст с угловатыми поверхностями помещения. Соседство мягких и острых форм подчёркнуто сочетанием круглых стульев, созданных по проекту Алвара Аалто, и квадратных столов. Мебель Аалто появлялась в проектах Кильяндер и позже.

### Основание компании «Koti — Hemmet»
Эльна Кильяндер стала известна как разносторонний профессионал, поскольку, помимо работы дизайнером, она также публиковала статьи и была предпринимателем. 1 октября 1934 года Кильяндер приняла участие в основании клуба деловых женщин Torstai, став его участницей. В клубе у Кильяндер сложились хорошие отношения с главными редакторами журналов Kotiliede и Suomen Nainen и у неё появилась возможность чаще публиковаться и рекламировать свой магазин. Уже в ноябре 1934 года Эльна вместе с художницей по текстилю Марианной Стренджелл — знакомой по работе в здании Парламента — основала свою фирму «Oy Koti — Hemmet Ab» (фин. koti и швед. hemmet — «дом») и открыла одноименный интерьерный магазин. В магазине «Koti — Hemmet» продавались стулья Алвара Аалто ещё до основания им компании «Artek». Магазин позиционировался как место с современной и доступной мебелью массового производства и модными предметами интерьера, находился на улице Унионинкату 30, рядом с Сенатской площадью, на которой расположен Николаевский собор и памятник Александру II. Там же Кильяндер предлагала помощь в вопросах планирования жилья и дизайна интерьера.
В крупных населенных пунктах Финляндии, в отличие от сельской местности, в середине 1930-х годов ещё сохранялась острая нехватка жилья. Из-за дороговизны квартир даже многодетным семьям приходилось помещаться в одной комнате, а если в квартире было несколько комнат, то брали квартирантов, чтобы сэкономить на арендной плате. Финский социалистический союз женщин по инициативе Мийны Силланпяя организовал в Хельсинки в марте-апреле 1935 года выставку «Жилищная культура», показывающую, в каком направлении должно развиваться семейное жильё для рабочего класса. Оформление выставки было поручено Эльне Кильяндер, так как Силанпяя её знала по работе над кухней в Парламенте. Кильяндер представила три проекта: интерьеры для частного жилого дома 39 м², квартиры-студии 22,7 м² для одинокой женщины, и семейной малометражной квартиры 20 м², в которой применялись такие рациональные решения как диваны-кровати и кровати-шкафы.

В семейной комнате я попыталась создать спальное, обеденное и рабочее пространство для семьи из 5 человек. <…> Нельзя закрывать глаза на то, что по статистике четверть жителей Хельсинки живет в однокомнатных квартирах. <…> Поэтому я изо всех сил старалась решить эту шокирующую проблему.
Оригинальный текст (фин.)Asunnoista on perhehuone, jossa olen pyrkinyt luomaan viiden hengen perheelle makuu-, ruoka- ja työsijaa. <...> Mutta ei voi myöskään ummistaa silmiään siltä tosiasialta, että tilaston mukaan neljäs osa Helsingin asukkaista asuu yksihuoneisissa. <...> Olen sentähden pyrkinyt parhaani mukaan ratkaisemaan tämän järkyttävän probleeman.

| - План квартиры одинокой женщины, 1935 год - Квартира-студия, 1935 год - План семейной комнаты, 1935 год - Общая комната, 1935 год |

10 декабря 1935 года на собрании владельцев «Koti — Hemmet» Марианна Стренджелл подняла вопрос о продаже своей доли компании, а в 1937 году переехала в США, чтобы занять должность в Академии искусств Кранбрук (Cranbrook). В число акционеров «Koti — Hemmet» вошел Вяйнё Аалтонен, бывший объектом симпатии Эльны. Сложности для «Koti — Hemmet» продолжились. В марте 1936 года был открыт магазин «Artek»: его владелец Алвар Аалто, «отец модернизма», архитектор и создатель мебели уже был широко известен; Айно Аалто стала художественным руководителем магазина. Таким образом, «Artek» легко составил конкуренцию компании с более скромным прошлым. Для Парижской всемирной выставки 1937 года Эльна готовила проект «комната мальчика», но в последний момент предпочтение отдали Алвару Аалто, создавшему выставочный павильон Финляндии «Le bois est en marche». Согласно записи 2 сентября 1942 года в торговом реестре, Эльна являлась уже заместителем директора, а 3 сентября 1948 покинула свой пост и больше в документах компании не упоминалась.
| - Зал магазина «Koti – Hemmet», 1937 год - Основатели «Koti – Hemmet» M. Стренджелл и Э. Кильяндер в доме последней, 1930-е годы - Интерьер дома Кильяндер, 1934 год |

### Проект Дома матери в Хельсинки

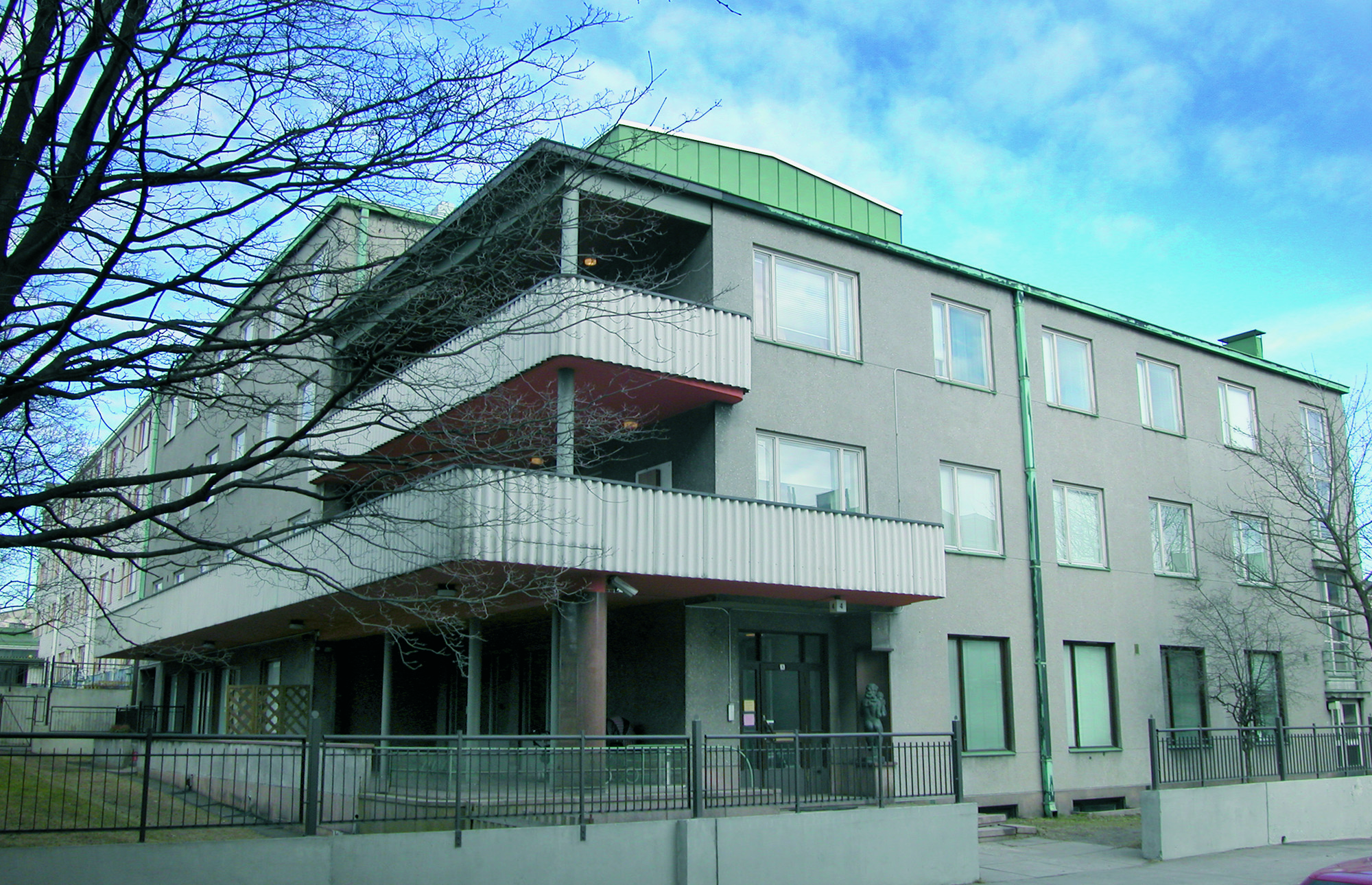
Дом матери в Хельсинки, построенный в 1942 году

Реализацией планов Финского социалистического союза женщин занималась Мийна Силланпяя. Необходимо было построить в Хельсинки первый в Финляндии Дом матери для находящихся в кризисной ситуации матерей и их детей. Проект поручили Эльне Кильяндер, поэтому постепенный отход от управления фирмой связан с выполнением этого большого и важного заказа, позднее ставшего кульминацией карьеры архитектора и одним из самых известных её творений. Эта работа имела большое значение для Кильяндер, которой постоянно приходилось сталкиваться с финансовыми трудностями: окончательный гонорар составил 195 000 марок. Кроме того, у Эльны появилась возможность реализовать себя в качестве архитектора. Получив задание в феврале 1939 года, она сразу же приступила к работе и уже 31 марта сдала первые наброски. 30 ноября началась Советско-финляндская война (1939—1940), но строительство не сворачивали, и Кильяндер продолжала работу. Пресса лишь осенью 1940 года обратила внимание на планируемый социальный объект. В феврале 1941 года Эльна Кильяндер предприняла учебную поездку в Швецию для изучения детских домов и их внутреннего убранства. Строительство продолжалось весной и в начале лета 1941 года быстрыми темпами. Здание планировали сдать к осени, но 22 июня 1941 года началась Советско-финская война (1941—1944), и первоначальные планы рухнули, так как на военную службу призвали большинство строителей. Работы приостанавливали до августа, когда удалось найти новых рабочих. В октябре Мийна Силланпяя вместе с Эльной Кильяндер и будущим директором дома Инкери Сиирала совершила ознакомительную поездку в Швецию, чтобы дополнительно изучить аналогичные социальные учреждения и получить представление о самых современных решениях. 2 июня 1942 года прошло торжественное открытие Дома матери, в торжественной речи Мийна Силланпяя упомянула и Кильяндер:

Создательница проекта Дома матери, архитектор Эльна Кильяндер хотела воплотить в жизнь идеалы чистоты, солнечного света и других здоровых условий роста, необходимых детям. Многочисленные балконы и холлы обеспечивают простор для движения, несмотря на небольшие размеры помещений.
Оригинальный текст (фин.)Ensi Kodin luoja arkkitehti Elna Kiljander on tahtonut täällä toteuttaa käytännössä lapsimaailman tarvitsevan puhtauden, auringonvalon ja muun terveellisen kasvumahdollisuuden ihanteita. Monet parvekkeet ja aulat antavat avaralti liikkumatilaa, vaikka huoneet ovatkin pienet.

Весной 1949 года «Koti – Hemmet» объявила о банкротстве, но фактически Кильяндер отошла от управления фирмой ещё во время войны. Эльна всё ещё работала частным архитектором,  принимала поступающие заказы, но на практике оставалась без работы с начала 1950-х годов. Она умерла в Хельсинки 21 марта 1970 года. Коллекция документов Эльны Кильяндер, переданная её сыном Йоханом Финне в Музей финской архитектуры в 1998 году, включает в себя чертежи мебели и множество других проектов.